# یواس‌اس پاوو (ای‌کی-۱۳۹)
یواس‌اس پاوو (ای‌کی-۱۳۹) (به انگلیسی: USS Pavo (AK-139)) یک کشتی بود که طول آن ۴۴۱ فوت ۶ اینچ (۱۳۴٫۵۷ متر) بود. این کشتی در سال ۱۹۴۳ ساخته شد.